# Пулисек, Ализе
Ализе Пуличек (родилась 26 июня, 1987 в Уккел, Бельгия) — бельгийка чешского происхождения, победительница конкурса Мисс Бельгия 2008, прошедшего в Антверпене 15 декабря 2007. Представляла страну на конкурсе Мисс Вселенная 2008 в Нячанге, Вьетнам. Также представляла Бельгию на Мисс Мира 2008 в Йоханнесбург, ЮАР.

## Мисс Бельгия 2008
После победы в конкурсе, Ализе Пуличек много критиковали в прессе из-за отсутствия в её роду фламандских голландцев. Анн ван Элсен — Мисс Бельгия 2002, которая была одной из судей конкурса, высказалась по поводу плохого знания голландского языка у победительницы. Ализэ была не в состоянии понять и ответить на её вопросы. Фламандские СМИ предлагали отменить результаты конкурса. Несмотря на этот инцидент, она была названа Мисс Бельгия и пообещала улучшить своё знание голландского языка. Через несколько месяцев после инцидента,  она имела возможность доказать своё знание голландского языка в многочисленных интервью и даже озвучить  мультипликационного персонажа. 
Она говорит по-французски, по-английски, и по-чешски. В течение своего срока избрания она говорила по-голландски (хотя она изучала голландский в школе, Пуличек знает его не в совершенстве);который учила живя в Фландрии.